# NGC 1164
NGC 1164 est une galaxie spirale intermédiaire entourée d'un anneau et située dans la constellation de Persée. NGC 1164 a été découverte par l'astronome britannique John Herschel en 1828.

## Caractéristiques
Sa vitesse par rapport au fond diffus cosmologique est de 3 999 ± 16 km/s, ce qui correspond à une distance de Hubble de 59,0 ± 4,1 Mpc (∼192 millions d'al).
À ce jour, trois mesures non basées sur le décalage vers le rouge (redshift) donnent une distance de 71,200 ± 2,464 Mpc (∼232 millions d'al), ce qui est à l'extérieur des valeurs de la distance de Hubble. Notons que c'est avec la valeur moyenne des mesures indépendantes, lorsqu'elles existent, que la base de données NASA/IPAC calcule le diamètre d'une galaxie et qu'en conséquence le diamètre de NGC 1164 pourrait être d'environ 27,5 kpc (∼89 700 al) si on utilisait la distance de Hubble pour le calculer.
La classe de luminosité de NGC 1164 est I-II et elle présente une large raie HI. C'est aussi une galaxie à sursauts de formation d'étoiles. NGC 1164 est une galaxie dont le noyau brille dans le domaine de l'ultraviolet. Elle est inscrite dans le catalogue de Markarian sous la cote Mrk 1067 (MK 1067).

## Supernova
La supernova SN 1993ab a été découverte dans NGC 1164 le 24 septembre 1993 par l'astronome américaine Jean Mueller de l'observatoire du mont Palomar. Cette supernova était de type Ia.